# Cirsium shinanense
Cirsium shinanense là một loài thực vật có hoa trong họ Cúc. Loài này được Shimizu mô tả khoa học đầu tiên năm 1971.